# 宿毛海軍航空隊

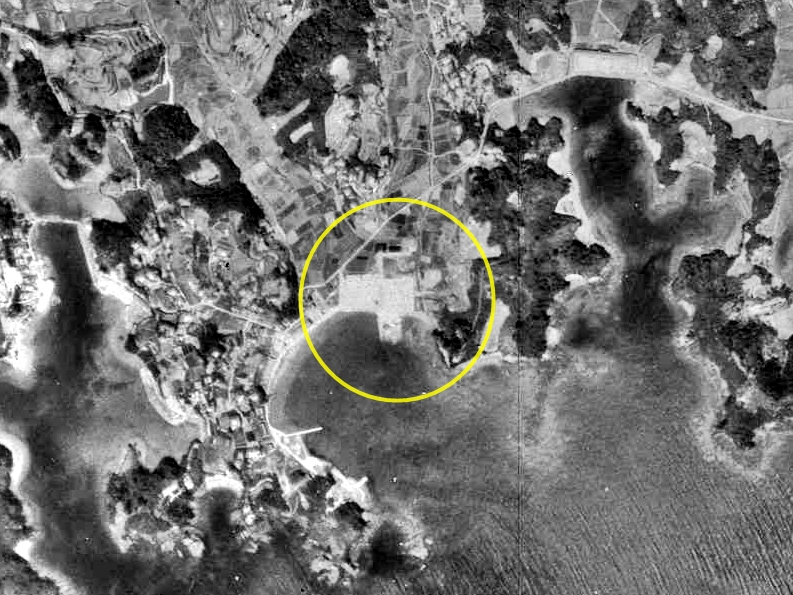
宿毛海軍航空隊跡の空中写真（1947年）
黄線で位置を表示。

宿毛海軍航空隊（すくもかいぐんこうくうたい）および昭和19年1月1日に改称した第四五三海軍航空隊（だい453かいぐんこうくうたい）は、日本海軍の部隊の一つ。高知県幡多郡宿毛町に所在した。

## 概要
水上機の搭乗員の教育を推進するため、生徒・学生・練習生への実機練習を推進していた。
ミッドウェー海戦の大敗によって不足した航空母艦飛行機隊を補完する水上機の増強を図るため、同地に水上機基地を設置し、練習航空隊を設置した。長らく連合艦隊の演習水域として使用された宿毛湾は、海軍軍人の出入りも多く、頻繁に連合艦隊の艦艇も停泊する絶好の立地条件であった。そのため、練習連合航空隊に属することが多い練習航空隊では例外的に、連合艦隊の中心部隊である第一艦隊の隷下に置かれた。実戦部隊に転換されると、昭和18年に落成した鹿児島県揖宿郡指宿町の指宿水上機基地に主力を移した。

## 沿革
- 1943年（昭和18年）
  - 4月1日 - 第一艦隊附属として開隊。水上戦闘機・水上偵察機補充要員養成航空隊として発足。定数は水上戦闘機12機・水上偵察機12機
  - 10月1日 - 第三艦隊第五〇航空戦隊に編入
- 1944年（昭和19年）
  - 1月1日 - 実戦部隊に転換、「第四五三海軍航空隊」に改称。佐世保鎮守府部隊に編入。指宿基地に移り、九州南方・西方海上の対潜哨戒に従事
  - 2月20日 - 海上護衛総司令部隷下に転属。九州沖の対潜哨戒を継続。水上戦闘機隊を廃止し、水上偵察機隊に変更（定数14機）
  - 4月22日 - 電波探信儀・磁気探信儀の搭載を下令、各4機搭載
  - 6月29日 - タカ412船団、奄美大島沖で潜水艦攻撃を受ける。磁探機1機で対潜掃討、戦果なし
  - 8月6日 - モタ22船団、薩摩半島西方沖で潜水艦攻撃を受ける。磁探機2機で第八号海防艦・第三二号海防艦の対潜掃討に協力
  - 8月7日 - 巡洋艦長良、天草沖で戦没。磁探機3機で対潜掃討、戦果なし
  - 8月16日 - 男女群島沖を哨戒中、敵潜水艦を発見。爆撃したが戦果なし
  - 11月14日 - 佐多岬沖を哨戒中、敵潜水艦を発見。爆撃したが戦果なし
  - 12月15日 - 第九五一海軍航空隊に編入

西日本の海上護衛戦力を統合するため、九五一空に編入されて宿毛空・四五三空は消滅した。しかし、対潜哨戒に欠かせない磁探を最優先に搭載した旧四五三空偵察機は、九五一空の中でも有力な戦備であったため、沖縄戦が始まるまでの九州～沖縄航路の哨戒任務に最優先で投入された。相次ぐ消耗のために、九五一空は縮小を余儀なくされたが、指宿基地は現状維持が図られ、終戦まで対潜哨戒任務を遂行した。

### 主力機種
- 二式水上戦闘機
- 零式水上偵察機をはじめ各種の水上偵察機

### 歴代司令
- 青山茂雄（昭和18年4月1日 - ）
- 木村健二（昭和19年1月1日 - ）
- 青山茂雄（昭和19年1月25日－昭和19年12月15日統合）

## 戦後の宿毛基地と指宿基地
宿毛基地も指宿基地も、戦後は基地設備が撤去され、以後は軍事的な活用は行われていない。宿毛基地が位置した宇須々木漁港は一般的な漁港の姿に戻ったが、弾薬庫などの付帯設備が現在も残されており、市内の水上特攻基地とあわせて訪問するファンもいる。指宿基地跡は国民休暇村や潟山運動公園、なのはな温泉館などのレジャー・体育施設に転用されているが、隊門や防空壕など当時の設備も若干残されている。